# Одд Іверсен
Одд Іверсен (норв. Odd Iversen, 6 листопада 1945, Тронгейм — 29 грудня 2014, Тронгейм) — норвезький футболіст, що грав на позиції нападника.
Виступав, зокрема, за клуб «Русенборг», а також національну збірну Норвегії.

## Клубна кар'єра
У дорослому футболі дебютував 1965 року виступами за команду «Русенборг», в якій провів більшу частину кар'єри — 12 сезонів. З командою Одд двічі вигравав чемпіонат Норвегії і тричі поспіль був найкращим бомбардиром норвезького вищого дивізіону (1967-1969), а також став володарем рекорду забитих голів в одному сезоні чемпіонату Норвегії (30 голів в 18 матчах) та в одному матчі (6 голів). Загалом же за свою кар'єру футболіста він забив 158 голів у вищому дивізіоні Норвегії, цей рекорд тримався протягом більш ніж 20 років, поки в 2003 році його не побив Петтер Белсвік. Після закінчення кар'єри в 1982 році він став першим норвезьким гравцем в історії, який провів прощальний матч за свій клуб ( «Русенборг»).
Також Іверсен грав у складі бельгійського «Расінга» (Мехелен) та норвезької «Волеренги», з якою вчетверте у кар'єрі став найкращим бомбардиром чемпіонату.

## Виступи за збірну
1 червня 1967 року дебютував в офіційних матчах у складі національної збірної Норвегії в грі чемпіонату Північної Європи проти  Фінляндії (2:0).
Загалом протягом кар'єри у національній команді, яка тривала 13 років, провів у її формі 45 матчів, забивши 19 голів.

## Особисте життя
Його син, Стеффен Іверсен, також став футболістом і виступав за збірну Норвегії.
Одд Іверсен помер 29 грудня 2014 року на 70-му році життя у місті Тронгейм.

## Титули і досягнення

### Командні
- Чемпіон Норвегії (6):

«Русенборг»: 1967, 1969

### Особисті
- Найкращий бомбардир чемпіонату Норвегії: 1967, 1968, 1969, 1979